# Back to School (Mini Maggit)
«Back to School (Mini Maggit)» es un sencillo de la banda de metal alternativo Deftones. En realidad es una versión alterada y modificada con elementos rap de "Pink Maggit", canción que cierra el álbum White Pony. El álbum fue relanzado con la canción poco después del lanzamiento original del álbum, como estrategia comercial del sello discográfico de la banda. "Back to School (Mini Maggit)" fue lanzado tanto como sencillo como EP.

## Lanzamiento
El vocalista de Deftones, Chino Moreno, fue muy crítico con la comercialización de este sencillo, pero aseguró que fue el sello quien decidió incluirlo en el álbum. Sin embargo, Moreno aclaró que "[el álbum] será básicamente el mismo. Ahora será la canción que aparezca primero en el álbum, pero todos aquellos que compraron el álbum original sin la canción podrán descargarla gratis", introduciendo su CD original de White Pony en el ordenador y siguiendo las instrucciones.
Más tarde, Moreno reconoció su disgusto por la manera en que se lanzó el sencillo: "'Back to School' fue un error. Una canción calculada, con sólo una idea en mente: que fuera un sencillo. 'Back to School' fue lanzada porque fui un imbécil. Quería demostrar algo [a la compañía discográfica]. Cuando el original White Pony fue lanzado, querían que hiciéramos una nueva versión de "Pink Maggit". Dijeron que habíamos perdido nuestra fuerza y que no había más sencillos en el álbum. Al principio me quería pasar eso por el culo, pero luego pensé: 'Voy a enseñar a esos capullos lo fácil que es hacer un éxito'. Así que rapee una parte de esa canción y una hora y media después el éxito estaba listo".

## Listado de canciones

### Sencillo
1. «Back to School (Mini Maggit)» – 3:57
2. «Nosebleed» (Live) – 4:20
3. «Teething» (Live) – 3:11

### EP
1. «Back to School (Mini Maggit)» – 3:57
2. «Feiticeira» (Live) – 3:08
3. «Back to School (Mini Maggit)» (Live) – 3:56
4. «Nosebleed» (Live) – 4:20
5. «Teething» (Live) – 3:11
6. «Change (In the House of Flies)» (Acoustic) – 4:58
7. «Pink Maggit» – 7:33

## Posicionamiento en listas
| Lista (2001)                            | Mejor posición |
| --------------------------------------- | -------------- |
| Estados Unidos (Modern Rock Tracks)     | 27             |
| Estados Unidos (Mainstream Rock Tracks) | 35             |
| Reino Unido (UK Singles Chart)          | 35             |